# 加西市立加西特別支援学校
加西市立加西特別支援学校（かさいしりつ かさいとくべつしえんがっこう）は、兵庫県加西市西笠原町にある市立特別支援学校。知的障害を抱える児童・生徒を教育対象とする。

## 設置学部
- 小学部
- 中学部
- 高等部

## 歴史
- 1976年（昭和51年）4月 ‐ 開校
- 1986年（昭和61年）3月 ‐ 体育館完成
- 1988年（昭和63年）9月 ‐ 校章制定
- 1990年（平成2年）10月 ‐ 校歌制定
- 1993年（平成5年）4月 ‐ 高等部設置
- 2007年（平成19年）4月 ‐ 学校名を「加西市立加西養護学校」から「加西市立加西特別支援学校」に変更